# British Steel
British Steel é o sexto álbum de estúdio da banda de Heavy Metal britânica Judas Priest. Nos Estados Unidos, foram premiados com disco de ouro pela RIAA em 1982, e com disco de platina em 1989. Em 2017, foi eleito o 3º melhor álbum de metal de todos os tempos pela revista Rolling Stone.
A banda gravou videoclipes para as músicas "Breaking the Law" e "Living After Midnight".

## Faixas
Todas as faixas escritas por  Rob Halford, K.K. Downing e Glenn Tipton.
| LP inglês e CD remasterizado |                                       |         |  |
| N.º                          | Título                                | Duração |  |
| 1.                           | "Rapid Fire"                          | 4:08    |  |
| 2.                           | "Metal Gods"                          | 4:00    |  |
| 3.                           | "Breaking the Law"                    | 2:35    |  |
| 4.                           | "Grinder"                             | 3:58    |  |
| 5.                           | "United"                              | 3:35    |  |
| 6.                           | "You Don't Have to Be Old to Be Wise" | 5:04    |  |
| 7.                           | "Living After Midnight"               | 3:31    |  |
| 8.                           | "The Rage"                            | 4:44    |  |
| 9.                           | "Steeler"                             | 4:30    |  |

| Versão americana |                                       |         |  |
| N.º              | Título                                | Duração |  |
| 1.               | "Breaking the Law"                    | 2:35    |  |
| 2.               | "Rapid Fire"                          | 4:08    |  |
| 3.               | "Metal Gods"                          | 4:00    |  |
| 4.               | "Grinder"                             | 3:58    |  |
| 5.               | "United"                              | 3:35    |  |
| 6.               | "Living After Midnight"               | 3:31    |  |
| 7.               | "You Don't Have to Be Old to Be Wise" | 5:04    |  |
| 8.               | "The Rage"                            | 4:44    |  |
| 9.               | "Steeler"                             | 4:30    |  |

| Faixas Bônus de 2001 |                                                                                           |         |  |
| N.º                  | Título                                                                                    | Duração |  |
| 10.                  | "Red, White & Blue" (Gravado nas sessões de 1985 do álbum Turbo)                          | 3:42    |  |
| 11.                  | "Grinder (live)" (Ao vivo no Long Beach Arena, Long Beach, Califórnia; 5 de maio de 1984) | 4:49    |  |

| Versão 30th Anniversary Edition - Bonus Live CD/DVD |                                                           |         |  |
| N.º                                                 | Título                                                    | Duração |  |
| 1.                                                  | "Rapid Fire"                                              | 4:18    |  |
| 2.                                                  | "Metal Gods"                                              | 4:34    |  |
| 3.                                                  | "Breaking the Law"                                        | 2:43    |  |
| 4.                                                  | "Grinder"                                                 | 4:06    |  |
| 5.                                                  | "United"                                                  | 3:45    |  |
| 6.                                                  | "You Don't Have to Be Old to Be Wise"                     | 5:24    |  |
| 7.                                                  | "Living After Midnight"                                   | 4:53    |  |
| 8.                                                  | "The Rage"                                                | 5:04    |  |
| 9.                                                  | "Steeler"                                                 | 5:23    |  |
| 10.                                                 | "The Ripper" (Tipton)                                     | 3:09    |  |
| 11.                                                 | "Prophecy" (Apenas no DVD & no iTunes)                    | 6:12    |  |
| 12.                                                 | "Hell Patrol"                                             | 3:57    |  |
| 13.                                                 | "Victim of Changes" (Al Atkins, Downing, Halford, Tipton) | 9:29    |  |
| 14.                                                 | "Freewheel Burning"                                       | 5:49    |  |
| 15.                                                 | "Diamonds & Rust" (Joan Baez)                             | 4:07    |  |
| 16.                                                 | "You've Got Another Thing Comin'"                         | 8:58    |  |